# Лавс Парк (Илиноис)
Лавс Парк (енгл. Loves Park) град је у америчкој савезној држави Илиноис. По попису становништва из 2010. у њему је живело 23.996 становника.

## Демографија
Према попису становништва из 2010. у граду је живело 23.996 становника, што је 3.952 (19,7%) становника више него 2000. године.
| Група             | 2000.          | 2010.          |
| Белци             | 18.247 (91,0%) | 20.346 (84,8%) |
| Афроамериканци    | 467 (2,3%)     | 944 (3,9%)     |
| Азијати           | 363 (1,8%)     | 628 (2,6%)     |
| Хиспаноамериканци | 655 (3,3%)     | 1.606 (6,7%)   |
| Укупно            | 20.044         | 23.996         |